# 词目
在词法学和辭書學中，词目（英語：lemma）是一组词形的规范形式、词典形式或引用形式。如英语中，break、broke、broken、breaking 是同一词位的不同形态，break 是其中的词目。日文文法稱之為辭書形（日语：辞書形）。